# تیم ملی فوتبال جمهوری دومینیکن
تیم ملی فوتبال جمهوری دومینیکن نمایندهٔ کشور جمهوری دومینیکن در مسابقات بین‌المللی است که زیر نظر فدراسیون فوتبال جمهوری دومینیکن فعالیت می‌کند.
اولین بازی رسمی این تیم در تاریخ ۲۱ مه ۱۹۶۷ میلادی در برابر تیم ملی فوتبال هائیتی برگزار شده‌است.